# Phaeostalagmus tenuissimus
Phaeostalagmus tenuissimus är en svampart som först beskrevs av August Karl Joseph Corda, och fick sitt nu gällande namn av W. Gams & Hol.-Jech. 1976. Phaeostalagmus tenuissimus ingår i släktet Phaeostalagmus och familjen Chaetosphaeriaceae.   Inga underarter finns listade i Catalogue of Life.